# Groß Gievitz
Groß Gievitz este o comună din landul Mecklenburg-Pomerania Inferioară, Germania.